# Ninia maculata
Ninia maculata är en ormart som beskrevs av Peters 1861. Ninia maculata ingår i släktet Ninia och familjen snokar. Inga underarter finns listade i Catalogue of Life.
Arten lever i Centralamerika från Guatemala och Honduras till Panama. Det är oklart om Ninia maculata förekommer i El Salvador. Honor lägger ägg. Ormen lever i kulliga områden och i bergstrakter mellan 30 och 1800 meter över havet. Den vistas i fuktiga skogar och den besöker trädgårdar. Ninia maculata gräver i lövskiktet och i det översta jordlagret. Födan utgörs av daggmaskar och av insekter som saknar hårt skal.
För beståndet är inga hot kända. Hela populationen anses vara stabil. IUCN listar arten som livskraftig (LC).